# Еберхард фон Зайн
Ебергард фон Зайн (*Eberhard von Sayn, д/н —після 1257) — тимчасовий магістр Лівонського ордену в 1253—1254 роках. Засновник Клайпеди.

## Життєпис
Походив зі знатного рейнського роду Зайнів, васалів пфальцграфів Рейнських. Молодший син Генріха II, графа Зайн, та Агнес Саффенбург. Народився у замку Зайн, неподалік від Кобленцу. 1200 року втратив матір, а 1203 року — батька. Замолоду став лицарем Тевтонського ордену.
Ймовірно тривалий час служив в Палестині. 1249 року призначено великим комтуром. У 1251 році стає ландмейстером Тевтонського ордену в Німеччині при збереженні повередньої посади.
У 1251 році рушив до Лівонії та Пруссії з метою ревізії стану справ в цих володіннях Тевтонського ордену. Спочатку в Прусії сприяв відновленню укріплень Торуні і Хелмно. 1252 року перебрався до лівонських земель. Тут наказав спорудити Мемельський замок, в чому підтримку було надано з боку Генріха, єпископа Курляндського. 
Після відставки лівонського ландмейстера Андреаса фон Фельфена фон Зайн тимчасово з 1253 року стає очільником Лівонського ордену. Провів організаційні заходи зі зміцнення влади Ордену в Курляндії та Земгалії, де 1254 року розділив землі між Лівонським орденом і Ризьким архієпископством. Сприяв посиленню Курляндського і Земгальського єпископств. Того ж року передав владу в Ордені Анно фон Зангерсхаузену, повернувшись до Пруссії. Водночас склав повноваження ландмейстера в Німеччині.
У 1257 році повернувся до Акри, де знаходилася резиденція великого магістра Тевтонського ордену. Подальша доля невідома.